# Francisco de Álava y Nureña

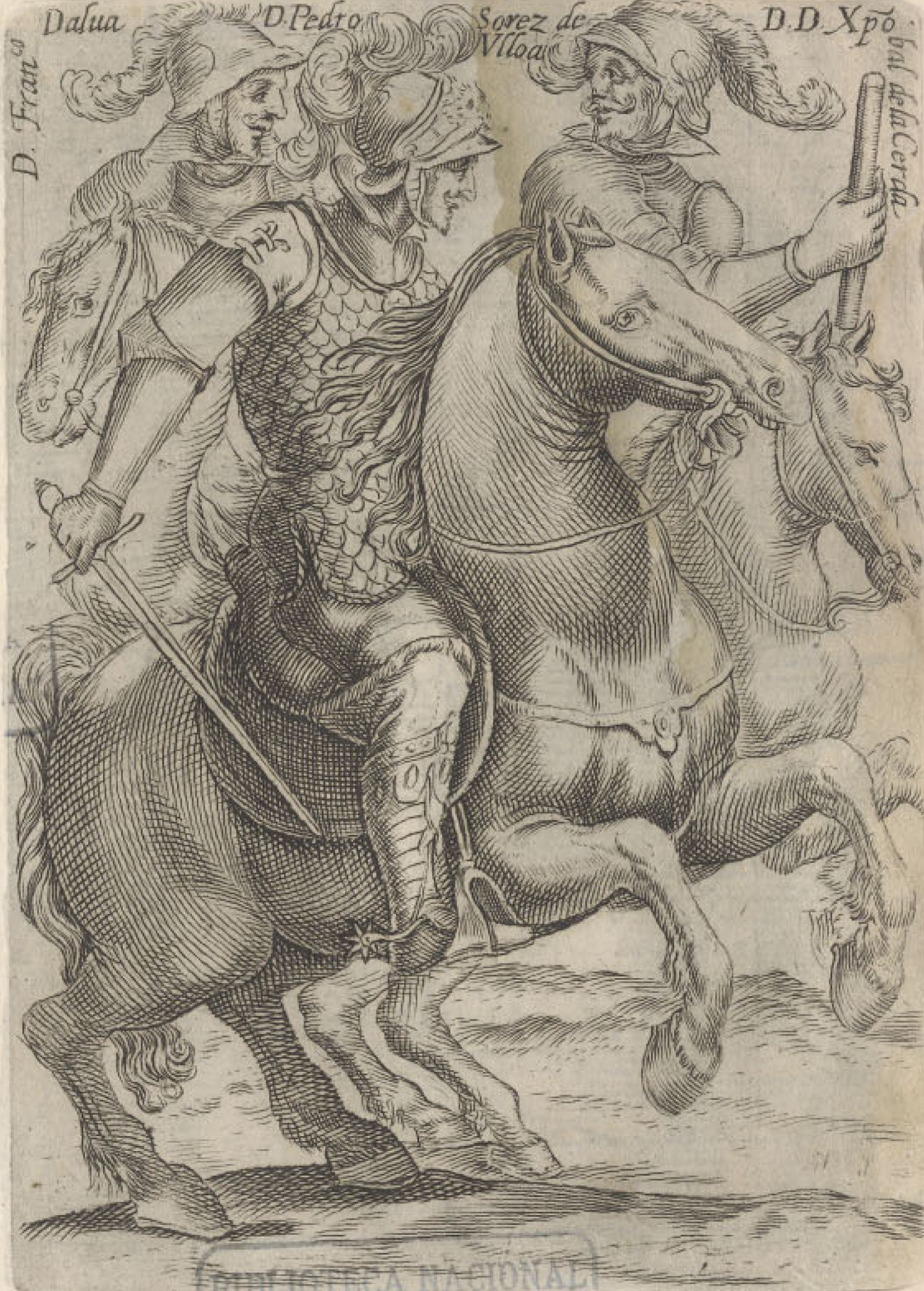
Los gobernadores Francisco de Álava y Nureña, Pedro Osores de Ulloa y Cristóbal de la Cerda, según la obra del padre Ovalle.

Francisco de Álava y Nureña (* ¿1567? - † ); militar y administrador español que desempeñó el cargo de gobernador interino de Chile entre septiembre de 1624 y mayo de 1625. Debió este cargo a la voluntad del fallecido gobernador, Pedro Osores de Ulloa, su cuñado. Su gobierno no se caracterizó por ningún hecho o iniciativa relevante. 

## Antes de ser gobernador
Había venido a Chile desde Perú como capitán de una compañía de tropas auxiliares que se enviaron en 1603 como refuerzos para la Guerra de Arauco. Retornó a Perú después de un tiempo, donde aparentemente alcanzó un buen pasar.
La designación de su cuñado, Pedro Osores de Ulloa, como gobernador de Chile lo impulsó a regresar al país. Dos meses antes de morir Osores lo nombró su maestre de campo. En la agonía, Osores lo designó su sucesor interino, pese a que todo indica que el gobernador no contaba con esa atribución.

## Gobierno
En Chile, por una razón no aclarada, todos optaron por pasar por alto la irregularidad. Álava y Nureña fue recibido el 19 de septiembre de 1624 por el Cabildo de Concepción, que le reconoció como gobernador interino. 
Otro tanto hizo la Real Audiencia de Chile en Santiago. Álava no pudo concurrir a dicha ciudad a prestar el juramento de rigor por encontrarse supervisando las operaciones en la frontera mapuche. Pero el tribunal recibió a su enviado, Andrés de Toro Mazote, portador de un poder suyo. 
Álava hizo algunas corridas en territorio mapuche, convencido de que mantener una actitud meramente defensiva sería malinterpretado por los indígenas como una forma de debilidad. También se empeñó en levantar algunas fortificaciones en Concepción, alarmado por noticias que hablaban del envío a Chile de una expedición holandesa. 
Álava Nureña quiso ser confirmado en su cargo por el rey, pero este desoyó las súplicas que hacía en sus cartas.

## Apreciaciones
Diego Barros Arana, historiador: 
"...Don Francisco de Alaba y Nureña debía su elevación al gobierno interino de Chile no a su propio mérito, o al renombre conquistado con grandes servicios, sino al nepotismo franco...".
Documento citado por José Toribio Medina:
"...se conoció en todas sus acciones buena intención, porque era caballero pacífico y deseaba acertar en el servicio de Su Majestad. Era de edad de cincuenta y ocho años, feo de rostro, de media estatura, enjuto de carne, templado en sus acciones, cuerdo y sufrido en las importunidades de los soldados, que cuando se fue al Perú, acabado su gobierno, sintieron mucho su ausencia, por ser tan honrador de todos".

## Consultas
- José Toribio Medina, Diccionario biográfico colonial de Chile, Impr. Elzeviriana, Santiago de Chile, 1906.

| Precedido por: Pedro Osores de Ulloa interino 1621-1624 | Gobernador de Chile interino septiembre 1624 - mayo 1625. | Sucedido por: Luis Fernández de Córdoba y Arce 1625-1626 |

- Datos: Q1340203